# Solaster haliplous
Solaster haliplous is een zeester uit de familie Solasteridae.
De wetenschappelijke naam van de soort werd in 1958 gepubliceerd door Alexander Michailovitsch Djakonov.